# هنري هايلاند جارنيت
هنري هايلاند جارنيت (بالإنجليزية: Henry Highland Garnet) (23 ديسمبر، 1815 – 13 فبراير، 1882) كان إبطاليًا، وقسيسًا، وتربويًا وخطيبًا أمريكيًا أفريقيًا. هرب مع عائلته من العبودية في ماريلاند عندما كان طفلًا، وترعرع في مدينة نيويورك. درس في المدرسة الأفريقية الحرة ومؤسسات أخرى، وأصبح مناصرًا للإبطالية العسكرية. أصبح قسيسًا واستند على الدين في نشاطه في الإبطالية.
كان جارنيت عضوًا بارزًا للحركة التي قادت لما هو أبعد من الإقناع الأخلاقي باتجاه نشاط سياسي أكثر. يشتهر بمهاراته في الخطابة العامة، حثَّ الأمريكان السود على اتخاذ تدابير والمطالبة بمصائرهم الخاصة. ولفترة، دعَم هجرة السود الأحرار الأمريكان إلى المكسيك، أو ليبيريا، أو الهند الغربية، ولكن الحرب الأهلية الأمريكية أنهت ذلك المسعى. تزوج في عام 1841 من الإبطالية جوليا ويليامز وكونا عائلة. انتقلا إلى جامايكا عام 1852 ليعملا مبشرين ومعلمين. وبعد الحرب، عمل الزوجان في واشنطن العاصمة.
ألقى خطبةً يوم السبت، 12 فبراير، 1865 في مجلس النواب الأمريكي، «أول رجل ملون يتكلم في أي مناسبة في عاصمة بلادنا» وذلك بمناسبة تمرير الكونغرس للتعديل الدستوري الثالث عشر في 31 يناير، الذي أنهى العبودية.

## النشأة وتعليمه
وُلد هنري جارنيت في العبودية في تشيسترفيل (نيو ماركت في ذلك الحين)، مقاطعة كينت، ماريلاند، في 23 ديسمبر، 1815. «كان جده زعيمًا أفريقيًا ومحاربًا، وأُلقي القبض عليه في نزاع قبلي وبيعَ لتجار العبيد الذين جلبوه إلى هذه القارة حيث كان مملوكًا للكولونيل ويليام سبنسر». وبحسب جيمس ماكيون سميث، كان والد جارنيت هو جورج ترستي وكانت والدته المستعبدة «امرأة ذات طاقة استثنائية». وفي عام 1824، حصلت العائلة المكونة من 11 شخصًا على تصريح لحضور جنازة، ومن هناك، هربوا جميعًا في عربة مغطاة، ووصلوا إلى ويليمغتون، ديلاوير، حيث ساعدتهم جمعية الأصدقاء الدينية ومدير محطة السكك الحديدية تحت الأرضية ثوماس جاريت.
عندما كان جارنيت في العاشرة من عمره، اجتمعت عائلته مرة أخرى وانتقلت إلى مدينة نيويورك، حيث ارتاد جارنيت المدرسة الأفريقية الحرة منذ عام 1826 وحتى عام 1833، وثانوية فينسكس للشباب الملونين. وعندما كان في المدرسة، بدأ جارنيت بعمله في الإبطالية. وقد كان ضمن زملائه في المدرسة الأفريقية الحرة تشارلز. إل. ريزون، وجورج تي. داونينغ، وإيرا ألدرايدج.
في عام 1834، انضم جارنيت إلى ويليام أتش. داي وديفيد روجلز ليؤسسوا رابطة جاريسون الأدبية والخيرية المكونة من الذكور فقط. جمعت دعمًا واسعًا بين البيض، ولكن أُجبر النادي على تغيير مكانه في النهاية بسبب مشاعر عنصرية. وبعد سنة، في عام 1835، بدأ بدراسته في أكاديمية نويس في كانان، نيوهامشير. احتجَّ معادو الإبطالية ومناصرو الفصل العنصري وأَجبروا الأكاديمية على أن تغلق أبوابها في النهاية بعد أن هاجمها جماهير منهم.
أكمل تعليمه في معهد أونيدا في وايتسبورو، نيويورك، الذي كان قد اعترف مؤخرًا بكل الأعراق. وشُهد له هناك بذكائه، وتألقه، ومهاراته البلاغية. أصاب ركبته خلال لعب الرياضة في السنة التي تلت تخرجه عام 1839، ولم تُشفَ أبدًا، وكان لا بد من أن تُبتر ساقه عام 1841.

## جوليا ويليامز
تزوج جارنيت عام 1841 من جوليا ويليامز، التي  التقى بها عندما كانت زميلته في الدراسة في أكاديمية نويس. كانت هي أيضًا قد أكملت تعليمها في معهد أونيدا. وأنجبا ثلاثة أطفال، لم يعش إلا واحد منهم إلى سن البلوغ.

## خدمته الكنسية
في عام 1839، انتقل جارنيت مع عائلته إلى تروي، نيويورك، حيث درَّس في المدرسة ودرس اللاهوت. في عام 1842، أصبح جارنيت قسيسًا لكنيسة ليبرتي ستريت المشيخية، وهو المنصب الذي شغله ست سنوات. وخلال هذا الوقت، نشر أبحاثًا جمعت بين المواضيع الدينية والإبطالية. دعم جارنيت الحركة المناهضة لشرب الكحول وأصبح مناصرًا قويًا لمكافحة الرق السياسية، وربطها بالكنيسة بشكل قريب.
عاد لاحقًا إلى مدينة نيويورك، حيث انضم إلى الجمعية الأمريكية لمكافحة العبودية وخطَب كثيرًا في مؤتمرات الإبطالية. أُلقي أحد أشهر خطاباته «نداءٌ للتمرد»، في أغسطس 1843 في مؤتمر الزنوج الوطني في بوفالو، نيويورك. «عند اختتام المؤتمر الوطني للزنوج لعام 1843، بدأ جارنيت بمؤتمر حكومي للزنوج المتجمعين في روتشستر».
دعت هذه المؤتمرات التي نظمها الناشطون السود إلى إبطال العبودية وإلى تساوي الحقوق. قال جارنيت إن على العبيد العمل لأنفسهم ليحصلوا على الحرية الكلية. وشجَّع على تمرد مسلح باعتباره الطريقة الأكثر تأثيرًا لإنهاء العبودية. اعتقد فريدريك دوغلاس وويليام لويد جاريسون إلى جانب العديد من الإبطاليين الآخرين من كلٍ من السود والبيض أن أفكار جارنيت كانت متطرفةً للغاية وقد تضر قضيتهم عن طريق إثارة الكثير من الخوف والمقاومة بين البيض. دعم جارنيت الحزب الليبرالي، وهو حزبٌ إصلاحي شُمل ليكون ضمن الحزب الجمهوري في النهاية. وقد اختلف جارنيت مع الجمهوريين اللاحقين.

## دوره في مكافحة العبودية
كانت مشاركة النساء في الحركة الإبطالية جدلية ونتج عنها انقسام في الجمعية الأمريكية لمكافحة العبودية. أسس آرثر تابان، ولويس تابان، و«مجموعة من القساوسة السود، ومن ضمنهم هنري هايلاند جارنيت» الجمعية الأمريكية والأجنبية لمكافحة العبودية (إيه إف إيه إس). «كانت ملتزمةً بالإبطالية السياسية والقيادة الذكورية في المراتب العليا».
بدأ جارنيت بحلول عام 1849 بدعم هجرة السود إلى المكسيك، أو ليبيريا، أو الهند الغربية، حيث اعتقد أنهم سيحظون بفرص أكثر. ودعمًا لهذا، أسس جمعية الحضارة الأفريقية. وهي الجمعية المشابهة لجمعية العون الأفريقي البريطانية، التي سعت إلى تأسيس مستعمرة غرب أفريقية في يوروبا (نيجيريا الآن). دافع جارنيت عن نوع من القومية السوداء في الولايات المتحدة، وقد شملت إنشاء أقسام مختلفة من البلد لتكون مستعمرات للسود. وشمل الأعضاء الآخرون البارزون لهذه الحركة القسيس دانيال باين، وجاي. سيلا مارتن، وروفوس إل. بيري، وهنري إم. ويلسون، وآموس إن. فريمان.
في عام 1850، ذهب جارنيت إلى بريطانيا العظمى بدعوةٍ من آنا ريتشاردسون من حركة الإنتاج الحر، التي عارضت العبودية عن طريق رفض استعمال المنتجات التي ينتجها العمال من العبيد. كان يشتهر بكونه محاضرًا معروفًا، وقضى سنتين ونصف في إلقاء المحاضرات. في البداية، فَصل العمل جارنيت عن عائلته، التي بقيت في ولاية نيويورك. توفي ابنه جيمس كروميل جارنيت ذو السبعة أعوام في 1 مارس، 1851 بينما كان هو خارج البلاد. انضم إليه في بريطانيا العظمى لاحقًا في تلك السنة كلٌ من زوجته جوليا، وابنه الصغير هنري، وابنتهم بالتبني ستيلا.
أُرسل جارنيت للتبشير إلى كينغستون، جامايكا عام 1852. قضت عائلته ثلاث سنوات هناك؛ كانت زوجته جوليا جارنيت مسؤولةً عن مدرسة صناعية للبنات. وعانى جارنيت مشاكل صحية أدَّت إلى عودة عائلته إلى الولايات المتحدة. وبعد هجوم جون براون على هاربرز فيري عام 1859، وفي إحدى خطبه «أعلن جارنيت أن من الواجب على كل شخص يحب قضية الحرية أن يُعلن أن حركة هاربرز فيري على حق، وأن من الأفضل لأي شخص لن يقول هذا بكل جرأة عدم قول شيء إطلاقًا».
عندما بدأت الحرب الأهلية الأمريكية، انتهت آمال جارنيت بالهجرة باعتبارها حلًا للسود الأمريكان. هاجمت الحشود السود والبنايات التابعة لهم في أعمال شغب التجنيد في نيويورك لشهر يوليو من عام 1863. هرب جارييت وعائلته من الهجوم لأن ابنته أزالت لوحة الاسم بسرعة عن باب منزلهم قبل أن يجدهم الحشود. ونَظَّم لجنةً للجنود المرضى وعمل مسؤولًا للتبرعات في جمعية نيويورك الخيرية لضحايا الحشود.
عندما وافقت الحكومة الفيدرالية على إنشاء وحدات للسود، ساعد جارنيت في تجنيد قوات الولايات المتحدة الملونة. وانتقل مع عائلته إلى واشنطن العاصمة لكي يستطيع دعم الجنود السود ومسعى الحرب. وعظ العديد منهم عندما كان يخدم قسيسًا لكنيسة ليبرتي ستريت (الخامس عشر) المشيخية منذ عام 1864 وحتى عام 1866. وخلال هذا الوقت، كان جارنيت أول قسيس أسود يخطب أمام مجلس نواب الولايات المتحدة، وخاطبهم في 12 فبراير 1865 حول إنهاء العبودية.

## روابط خارجية
- هنري هايلاند جارنيت على موقع الموسوعة البريطانية (الإنجليزية)